# Miguel Sabah
Miguel Sabah Rodríguez (* 14. November 1979 in Cancún) ist ein ehemaliger mexikanischer Fußballspieler.

## Karriere

### Verein

#### Deportivo Guadalajara
Sabah begann seine Karriere beim mexikanischen Klub Deportivo Guadalajara und feierte sein Debüt am 12. August 2000 im dritten Saisonspiel gegen CD Cruz Azul. Danach trat er erst wieder in der Verano-Saison 2002 an, wo er 16 Spiele bestritt und drei Treffer erzielte. 
2006 unterschrieb er beim Ligakonkurrenten CD Cruz Azul und absolvierte in der Apertura-Saison 2006 seine bis dato beste Saison mit 10 Toren in 18 Spielen. Doch in der Apertura-Saison 2007 konnte er sich noch steigern und erzielte 11 Tore in 17 Spielen. In der Apertura- und Clausura-Saison 2008 erreichte er mit seinem Verein zweimal das Finale, welche aber beide Male gegen Santos Laguna und Deportivo Toluca verloren wurden.
Am 28. Dezember 2008 wurde bekannt, dass Sabah kommende Saison zu Monarcas Morelia wechselt und wurde am 31. Dezember offiziell vorgestellt. Sein erstes Tore erzielte er am 31. Januar 2009 gegen den Club América. 2010 trat er mit seinem Verein in der SuperLiga an und gewann diese am 1. September durch einen 2:1-Sieg gegen New England Revolution. Dort wurde er auch mit vier Toren zum Torschützenkönig ernannt.
Sabah unterschrieb am 14. Dezember 2012 erneut einen Vertrag bei seinem ersten Verein Deportivo Guadalajara und wurde am 17. Dezember offiziell vorgestellt.
Am 27. November 2013 wechselte er zum Club León, womit er die Clausura 2014 und somit erstmals die mexikanische Meisterschaft gewann. Nachdem sein Vertrag am 29. November 2015 endete, konnte er kein neues Team finden und beendete somit am 5. Januar 2016 seine Karriere.

### Nationalmannschaft
Sabah wurde am 15. Mai 2009 von Trainer Javier Aguirre in die Mexikanische Fußballnationalmannschaft berufen und spielte in der 
Qualifikation zur Fußball-Weltmeisterschaft 2010 gegen El Salvador und Trinidad und Tobago. Wegen einer Verletzung konnte er jedoch nicht an der Weltmeisterschaft teilnehmen.
Er spielte auch beim CONCACAF Gold Cup 2009 und erzielte dort am 9. Juli sein erstes internationales Tor gegen Panama, was zeitgleich das 500ste Tore der CONCACAF-Gold-Cup-Geschichte war. Am Ende des Turniers wurde er mit vier Toren zum Torschützenkönig ernannt.

## Erfolge
- Monarcas Morelia
  - SuperLiga: 2010
- Club León
  - Mexikanische Meisterschaft: Clausura 2014
- Mexikanische Fußballnationalmannschaft
  - CONCACAF Gold Cup: 2009
- Persönlich:
  - Torschützenkönig der SuperLiga: 2010 (4 Tore)
  - Torschützenkönig des CONCACAF Gold Cup: 2009 (4 Tore)
  - Mannschaft des Turniers: CONCACAF Gold Cup 2009